# Крістіан Ліндеманс
Крістіан Антоніус Ліндеманс (нід. Christiaan Antonius Lindemans; 24 жовтня 1912 — 18 липня 1946) — нідерландський подвійний агент під час Другої світової війни, який працював під совєцьким контролем. Інакше відомий як Фредді Десмет, офіцер бельгійської армії та агент SOE з допуском до нідерландського відділу військової розвідки SOE (MID/SOE). Він був відомий під прізвиськами «Кінг-Конг» (через його зріст і статуру) або у деяких колах як «le Tueur» («Вбивця») оскільки він був готовий стріляти за найменшої провокації. Є припущення, що Ліндеманс був членом організації Z полковника Клода Денсі.
Його звинувачують у зраді  операції «Маркет Гарден», що дало змогу німцям перемогти у битві під Арнемом у 1944 році. Програш у цій битві продовжив війну на шість місяців і дозволив Червоній армії першою увійти до Берліна.
Як учасник нідерландського руху опору, був особисто відповідальним за загибель щонайменше двадцяти семи німців під час партизанської війни в околицях Антверпена.
26 жовтня 1944 року Ліндеманс був викритий як німецький шпигун іншим агентом Абверу Корнелісом Йоганнесом Антоніусом Верлупом .
7 грудня 1944 його ув'язнили у в'язниці Бреда до березня 1945 р. і в Схевенінгені до літа 1946 р. за зраду під час війни.
Ліндеманс нібито покінчив життя самогубством, проковтнувши 80 таблеток аспірину у психіатричній палаті  до того, як його справу почали слухати.

## Нотатки
1. ↑  Born in 1909 in The Hague, Verloop joined the French Foreign Legion in 1935, he deserted to join the Abwehr as an active intelligence operative, he was involved in the mock arrest of British traitor Harold Cole (December 1941). He was the one who put Lindemans in touch with Giskes, Verloop crossed into the liberated section of North Brabant on Abwehr instructions[9] to discover the whereabouts of Abwehr agent Damen who had not returned from a previous mission.
2. ↑  Pinto was ordered back to SHAEF's HQ to be congratulated on his catch by a Very Important Person with a soft American accent.[10]
3. ↑  Alternatively for meds and cause of death, Luminal,[9] an anti-epileptic drug, he killed himself by hitting his head with a club and next taking arsenic.[11]
4. ↑  Psychiatric wing of the Scheveningen prison also known as the Orange Hotel.